# Катасонов (хутор)
Катасонов — хутор в составе городского округа город Михайловка Волгоградской области.
Население — 456 (2010)

## История
Хутор относился к юрту станицы Скуришенской Усть-Медведицкого округа Области Войска Донского. Согласно информации, размещённой на сайте городского округа город Михайловка хутор основан в начале XVIII века (Однако в Списке населенных мест Земли войска Донского по сведениям 1859 года хутор не значится). Согласно Списку населенных мест Области войска Донского по переписи 1873 года на хуторе проживало 150 мужчин и 146 женщин. Согласно переписи населения 1897 года на хуторе проживало 237 мужчин и 203 женщины, из них грамотных: мужчин — 102, женщин — 8.
Согласно алфавитному списку населённых мест Области Войска Донского 1915 года на хуторе имелись хуторское правление, школа грамотности, земельный надел составлял 1800 десятин, проживало 272 мужчины и 264 женщины.
В 1928 году хутор был включён в состав Михайловского района Хопёрского округа (округ упразднён в 1930 году) Нижне-Волжского края (с 1934 года — Сталинградского края). В 1935 году в составе края был образован Калининский район, Катасоновский сельсовет был передан в его состав (с 1936 года район — в составе Сталинградской области). В соответствии с постановлением Президиума ВЦИК от 05 июля 1937 года Катасоновский сельсовет был передан в состав Михайловского района.
В 2012 году хутор был включён в состав городского округа город Михайловка

## География
Хутор расположен в степи, в пределах Хопёрско-Бузулукской равнины, по левой стороне балки Кобылинка (бассейн реки Медведицы). Высота центра населённого пункта около 150 метров над уровнем моря. Рельеф местности холмисто-равнинный. В балке Кобылинка — пруд Новый. На юге граничит с хутором Прудки. Почвы — чернозёмы южные.
К хутору имеется 7-км подъезд от федеральной автодороги «Каспий». По автомобильным дорогам расстояние до административного центра городского округа города Михайловки — 18 км, до областного центра города Волгограда — 200 км.
Климат
Климат умеренный континентальный (согласно классификации климатов Кёппена — Dfa). Многолетняя норма осадков — 430 мм. Наибольшее количество осадков выпадает в июне — 50 мм, наименьшее в феврале и марте — по 23 мм. Среднегодовая температура положительная и составляет + 6,8 °С, средняя температура самого холодного месяца января −9,1 °С, самого жаркого месяца июля +22,0 °С
Часовой пояс
Катасонов, как и вся Волгоградская область, находится в часовой зоне МСК (московское время). Смещение применяемого времени относительно UTC составляет +3:00.

## Население
Динамика численности населения по годам:
| 1873 | 1897 | 1915 | 1987 | 2002 |
| ---- | ---- | ---- | ---- | ---- |
| 296  | 450  | 536  | ≈460 | 444  |

| 2010 |
| ---- |
| 456  |